# Nils Apelberg
Nils Apelberg, född 3 januari 1729 i Östra Ryds socken, död 25 februari 1808 i Väderstads socken, var en svensk präst.

## Biografi
Nils Apelberg föddes 1729 i Östra Ryds socken som son till inspektoren Anders Appelberg och Maria Hadelin. Apelberg blev 1749 student vid Uppsala universitet och filosofie magister 1755. Han blev 1762 kollega i Norrköping och prästvigdes 24 maj 1770. Apelberg blev 1771 rektor i Norrköping och 12 januari 1780 kyrkoherde i Väderstads församling. Han tillträdde tjänst direkt och blev 29 juli 1785 prost. Apelberg avled 1808 i Väderstads socken.
Apelberg gifte sig 20 januari 1770 med Hedvig Sofia Lilliestielke (1731–1809)i hennes fjärde gifte. Hon var dotter till kaptenen Lennart Lilliestielke och Anna Magdalena Hård af Segerstad samt hade tidigare varit gift 12 juni 1756  med Carl Fredrik Ruschenfelt, 17 mars 1761 med Nils Stråle af Sjöared och 1764 med rektorn Carl Gråsten i Norrköping. Apelberg och Lilliestjelke fick tillsammans sonen Nils (1771–1808).